# TSYD Kupası (Fußball)
Der Pokal des Türkischen Sportjournalisten-Vereins (türk.: Türkiye Spor Yazarları Derneği Kupası) ist ein vorsaisonliches Fußballturnier für Vereinsmannschaften in der Türkei. 

## Varianten und Modi
Er wird seit 1963 vom Verein der Türkischen Sportjournalisten ausgelobt. Die Austragung des Turniers ist nicht landesweit, sondern immer jeweils regionalweit und wird dann im Namen mit einem Städtenamen aus der jeweiligen Region ergänzt. Dabei sind über die Jahre diverse Regionen zusammengefasst und wieder voneinander entkoppelt wurden oder es kamen neue Regionen hinzu. Städte, in denen der TSYD Kupası ausgetragen wurde, sind Istanbul, Ankara, Izmir, Trabzon, Adana und Konya.
Der TSYD Kupası (Istanbul) wird auf Wunsch der teilnehmenden Vereine seit dem Sommer 2000 nicht mehr ausgetragen. 

## Sieger des TSYD Kupası (Istanbul)
| - 1963: Galatasaray Istanbul - 1964: Beşiktaş Istanbul - 1965: Besiktas Istanbul - 1966: Galatasaray Istanbul - 1967: Galatasaray Istanbul - 1968: ausgefallen - 1969: Fenerbahçe Istanbul - 1970: Galatasaray Istanbul - 1971: Besiktas Istanbul - 1972: Besiktas Istanbul - 1973: Fenerbahçe Istanbul - 1974: Besiktas Istanbul - 1975: Fenerbahçe Istanbul | - 1976: Fenerbahçe Istanbul - 1977: Galatasaray Istanbul - 1978: Fenerbahçe Istanbul - 1979: Fenerbahçe Istanbul - 1980: Fenerbahçe Istanbul - 1981: Galatasaray Istanbul - 1982: Fenerbahçe Istanbul - 1983: Besiktas Istanbul - 1984: Besiktas Istanbul - 1985: Fenerbahçe Istanbul - 1986: Fenerbahçe Istanbul - 1987: Galatasaray Istanbul - 1988: Besiktas Istanbul | - 1989: Besiktas Istanbul - 1990: Besiktas Istanbul - 1991: Galatasaray Istanbul - 1992: Galatasaray Istanbul - 1993: Besiktas Istanbul - 1994: Fenerbahçe Istanbul - 1995: Fenerbahçe Istanbul - 1996: Besiktas Istanbul - 1997: Galatasaray Istanbul - 1998: Galatasaray Istanbul - 1999: Galatasaray Istanbul |

## Bisherige Sieger des TSYD Kupası (Ankara)
- 1966–1967: MKE Ankaragücü
- 1967–1968: MKE Ankaragücü
- 1968–1969: Gençlerbirliği Ankara
- 1969–1970: MKE Ankaragücü
- 1970–1971: MKE Ankaragücü
- 1971–1972: MKE Ankaragücü
- 1972–1973: Eskişehirspor
- 1973–1974: MKE Ankaragücü
- 1974–1975: Boluspor
- 1975–1976: MKE Ankaragücü
- 1976–1977: Zonguldakspor
- 1977–1978: MKE Ankaragücü
- 1978–1979: Gençlerbirliği Ankara
- 1979–1980: MKE Ankaragücü
- 1980–1981: MKE Ankaragücü
- 1981–1982: MKE Ankaragücü
- 1982–1983: MKE Ankaragücü
- 1983–1984: MKE Ankaragücü
- 1984–1985: Gençlerbirliği Ankara
- 1985–1986: Gençlerbirliği Ankara
- 1986–1987: Malatyaspor
- 1987–1988: Konyaspor
- 1988–1989: Gençlerbirliği Ankara
- 1989–1990: Gaziantepspor
- 1990–1991: MKE Ankaragücü
- 1991–1992: Trabzonspor
- 1992–1993: Gençlerbirliği Ankara
- 1993–1994: Gençlerbirliği Ankara
- 1994–1995: Kayserispor
- 1995–1996: İstanbulspor
- 1996–1997: MKE Ankaragücü
- 1997–1998: Gençlerbirliği Ankara
- 1998–1999: Samsunspor
- 1999–2000: MKE Ankaragücü
- 2000–2001: MKE Ankaragücü
- 2001–2002: Gençlerbirliği Ankara
- 2001–2002: Gençlerbirliği Ankara
- 2003–2004: Ankaraspor
- 2004–2005: Ankaraspor
- 2005–2006: Gençlerbirliği Ankara
- 2006–2007: Gençlerbirliği Oftaş
- 2007–2008: Gençlerbirliği Ankara
- 2008–2009: Ankaraspor
- 2009–2010: Gençlerbirliği Ankara
- 2010–2011: Gençlerbirliği Ankara
- 2011–2012: Gençlerbirliği Ankara[1]
- 2012–2013: Torku Konyaspor[2]
- 2013–2014: Torku Konyaspor[3]
- 2014–2015: Osmanlıspor FK[4]
- 2015–2016: Gençlerbirliği Ankara
- 2016–2017: Kardemir Karabükspor
- 2017–2018: Nicht ausgetragen
- 2018–2019: Gençlerbirliği Ankara
- 2019–2020: Sivasspor
- 2020–2021: Gençlerbirliği Ankara

## Bisherige Sieger des TSYD Kupası (Izmir)
- 1964–1965: Göztepe Izmir
- 1965–1966: Nicht ausgetragen
- 1966–1967: Göztepe Izmir
- 1967–1968: Altay Izmir
- 1968–1969: Göztepe Izmir
- 1969–1970: Altay Izmir
- 1970–1971: Altay Izmir
- 1971–1972: Altay Izmir
- 1972–1973: Altay Izmir
- 1973–1974: Nicht ausgetragen
- 1974–1975: Altay Izmir
- 1975–1976: Göztepe Izmir
- 1976–1977: Göztepe Izmir
- 1977–1978: Göztepe Izmir
- 1978–1979: Altınordu Izmir
- 1979–1980: Karşıyaka SK
- 1980–1981: Altay Izmir
- 1981–1982: Karşıyaka SK
- 1982–1983: Altay Izmir
- 1983–1984: Altınordu Izmir
- 1984–1985: Karşıyaka SK
- 1985–1986: Altay Izmir
- 1986–1987: Altay Izmir
- 1987–1988: Altay Izmir
- 1988–1989: Karşıyaka SK
- 1989–1990: Göztepe Izmir
- 1990–1991: Karşıyaka SK
- 1991–1992: Karşıyaka SK
- 1992–1993: Karşıyaka SK
- 1993–1994: Karşıyaka SK
- 1994–1995: Göztepe Izmir
- 1995–1996: Karşıyaka SK
- 1996–1997: Denizlispor
- 1997–1998: Aydınspor[5]
- 1998–1999: Altay Izmir
- 1999–2000: Altay Izmir
- 2000–2001: Denizlispor
- 2001–2002: Göztepe Izmir
- 2002–2003: Altay Izmir
- 2003–2004: Izmirspor
- 2004–2005: Nicht ausgetragen
- 2005–2006: Altay Izmir
- 2006–2007: Nicht ausgetragen
- 2007–2008: Bucaspor[6]
- 2008–2009: Altay Izmir[7]
- 2009–2010: Nicht ausgetragen
- 2010–2011: Akhisar Belediyespor
- 2011–2012: Altay Izmir[8]
- 2012–2013: Aydınspor 1923[9]
- 2013–2014: Balıkesirspor[10]
- 2014–2015: Nicht ausgetragen
- 2015–2016: Nicht ausgetragen
- 2016–2017: Nicht ausgetragen
- 2017–2018: Altay Izmir[11]
- 2018–2019: Menemenspor[12]